# Eparchia kamieniecko-podolska (greckokatolicka)
Eparchia kamieniecko-podolska – katolicka eparchia obrządku bizantyjsko-ukraińskiego z siedzibą w Chmielnickim, na Ukrainie. Biskupstwo jest sufraganią archieparchii tarnopolsko-zborowskiej.

## Historia
11 grudnia 2015 papież Franciszek zatwierdził decyzję Synodu Biskupów Ukraińskiego Kościoła greckokatolickiego o powołaniu eparchii kamieniecko-podolskiej. Wydzielono ją z terytorium archieparchii tarnopolsko-zborowskiej. Jest kontynuatorką greckokatolickiej diecezji o tej samej nazwie, istniejącej w latach 1789–1793. W latach 2004–2015 tytuł biskupa kamieniecko-podolskiego nosili arcybiskupi więksi Kijowa-Halicza, zwierzchnicy Ukraińskiego Kościoła Greckokatolickiego.

## Biskupi
- Iwan Kułyk – (od 2019)